# Йейтс, Фрэнк
Фрэнк Йейтс (англ. Frank Yates, в русских источниках встречаются также написания:Йетс, Ейтс и др., 1902—1994) — британский статистик. Продолжатель работ Карла Пирсона и Роналда Фишера по созданию и развитию методов математической статистики. Труды в области планирования эксперимента, дисперсионного анализа, исследования операций и др.
Член Лондонского королевского общества (с 1948 года), лауреат Королевской медали и ордена Британской империи, президент Британского компьютерного общества (1960–1961), президент Королевского статистического общества (1967–1968).

## Биография и научная деятельность
Йейтс родился в Манчестере, был старшим из пяти детей (и единственным сыном) торговца семенами Перси Йейтса и его жены Эдит. Во время учёбы в частной школе проявил незаурядные математические способности, благодаря чему в 1916 году получил право на стипендию в Клифтонском колледже (Бристоль). В 1920 году он получил стипендию в Колледже Святого Иоанна (Кембридж), а четыре года спустя окончил его с отличием первого класса.
Далее Йейтс два года работал преподавателем математики в средней школе, затем (1928 год) отправился в африканскую колонию Золотой Берег (ныне Гана), где он был советником по математике в статистических исследованиях геодезической службы. В этот период он опубликовал несколько трудов по статистике. Вскоре, однако, ему пришлось вернуться в Англию из-за ухудшения состояния здоровья в тропическом климате.
В 1931 году ведущий британский статистик Роналд Фишер, ознакомившись с трудами Йейтса, пригласил его занять должность помощника статистика на Ротамстедской экспериментальной станции, которая занималась исследованиями по селекции сельхозкультур. В 1933 году, когда Фишер перешёл в Университетский колледж Лондона, Йейтс стал главой отдела статистики станции. Он занимал этот пост до выхода на пенсию в 1968 году. Начиная с 1958 года, он также был заместителем директора Ротамстеда, хотя не получил формального образования ни в одном из биологических дисциплин (он вообще так и не защитил диссертацию). В дальнейшем он не требовал формального соответствия образования и от своих сотрудников; так, четыре старших
сотрудника на станции были по образованию математик, инженер, географ и ветеринар.
В Ротамстеде Йейтс, в сотрудничестве с Фишером, занимался методами планирования эксперимента и анализом выборочных обследований, внёс также вклад в теорию дисперсионного анализа и создание сбалансированного неполного блочного дизайна. Он исследовал множество других применений комбинаторных структур к практическим экспериментам с сельскохозяйственными культурами и к сравнительному тестированию других многочисленных факторов, влияющих на урожайность.
Вместе с Фишером он доказал давнюю гипотезу о латинских квадратах 6 × 6 (1934 год). В 1936 году Фишер и Йейтс, ставшие близкими друзьями, опубликовали чрезвычайно важный сборник «Статистические таблицы для биологических, агрономических и медицинских исследований», получивший широкое распространение — к 1963 году вышли шесть его переизданий, постоянно дополняемых и улучшаемых. Седьмое издание было отклонено издательством под предлогом, что появление компьютерных статистических систем делает бумажные таблицы ненужными. Йейтс хорошо понимал, что компьютерные результаты могут быть неоправданными и не отменяют необходимости квалифицированной интерпретации данных человеком. Эта смерть любимой книги была большим горем его последних лет. Впоследствии он поделился опытом интерпретации расчётных данных в работе «Планирование и анализ факторных экспериментов» (англ. The design and analysis of factorial experiments), которая стала классической.
Во время Второй мировой войны он работал над тем, что позже получило название исследования операций; он также изучал запасы продовольствия и применение удобрений для улучшения посевов. Это было важным вкладом в военные действия и повлияло на решения правительства в отношении импорта. Йейтс применил свои методы планирования эксперимента к широкому кругу проблем — в том числе к борьбе с вредителями сельхозкультур. После 1945 года он продолжал применять свои статистические методы к проблемам питания человека, особо актуальным в тот период голода и всеобщей разрухи.
С появлением первых ЭВМ Йейтс стал энтузиастом их применения, в 1954 году получил компьютер Elliott 401 для Ротамстеда и внёс свой вклад в развитие компьютерных статистических вычислений. Под руководством Йейтса отдел статистики Ротамстеда из вспомогательного подразделения превратился в крупный центр исследований в области применения статистики и вычислительной техники в биологии и сельском хозяйстве.
После выхода на пенсию (1968) Йейтс стал старшим научным сотрудником Имперского колледжа в Лондоне. Умер в 1994 году в возрасте 92 лет в Харпендене.

## Семья
Первой женой Йейтса в 1929 году стала Маргарет Форсайт Марсден, дочь государственного служащего. Этот брак был расторгнут в 1933 году, и позже он женился на Прасковье (Полине) Чичкиной, дочери инженера-железнодорожника Владимира Чуберского и бывшей жены Алексея Чичкина. Они прожили вместе 43 года, после смерти жены (1976 год) в 1981 году 79-летний Йейтс женился на Рут Хант, своей давней секретарше, и прожил с ней 13 лет.

## Почести и награды
- 1948: член Лондонского королевского общества.
- 1960—1961: избран президентом Британского компьютерного общества.
- 1960: награждён Золотой медалью Гая Королевского статистического общества.
- 1963: Командор ордена Британской империи.
- 1966: награждён Королевской медалью Королевского общества «в знак признания его глубокого и далеко идущего вклада в статистические методы экспериментальной биологии».
- 1967–1968: президент Королевского статистического общества.
- 1975: почётный член Биометрического общества Великобритании.
- 1982: звание доктора наук honoris causa, от Лондонского университета «в знак признания его уникального вклада в математическую разработку компьютерных статистических программы для научных экспериментов, переписей и опросов».

## Избранные труды
- Fisher, R., Yates F.  (1934). The 6 x 6 Latin Squares. Proceedings of the Cambridge Philosophical Society. 30: p. 492—507.
- The design and analysis of factorial experiments, Technical Communication no. 35 of the Commonwealth Bureau of Soils (1937) (alternatively attributed to the Imperial Bureau of Soil Science).
- Statistical tables for biological, agricultural and medical research (1938, coauthor R.A. Fisher): sixth edition, 1963
- Sampling methods for censuses and surveys (1949)
- Computer programs GENFAC, RGSP, Fitquan.

### Русские переводы
- Йейтс, Фрэнк. Выборочный метод в переписях и обследованиях = Sampling methods for censuses and surveys. — М. : Статистика, 1965. — 436 с. — (Новейшие зарубежные статистические исследования).